# Suela Mëhilli
Suela Mëhilli (Vlorë, 28 januari 1994) is een Albanese alpineskiester.

## Carrière
Mëhilli kwam tot op heden tweemaal in actie op de Olympische Winterspelen. De eerste keer was in 2014 waar ze uitkwam op de reuzenslalom en de slalom. Op de reuzenslalom werd ze 60ste en op de slalom werd ze gediskwalificeerd. In 2018 kwam ze opnieuw uit op de reuzenslalom, waar ze 53ste werd, en op de slalom, waar ze de finish niet haalde.

## Resultaten

### Olympische Spelen
| Jaar | Plaats      | Resultaten                              |
| ---- | ----------- | --------------------------------------- |
| 2014 | Sotsji      | 60e op de reuzenslalom DSQ op de slalom |
| 2018 | Pyeongchang | 53e op de reuzenslalom DNF op de slalom |

### Wereldkampioenschappen
| Jaar | Plaats       | Resultaten                   |
| ---- | ------------ | ---------------------------- |
| 2015 | Beaver Creek | 63e Slalom 73e Reuzenslalom  |
| 2017 | Sankt Moritz | 69e Reuzenslalom DSQ1 Slalom |
| 2019 | Åre          | DNF1 Reuzenslalom            |